# NGC 284
NGC 284 је елиптична галаксија у сазвежђу Кит која се налази на NGC листи објеката дубоког неба.
Деклинација објекта је - 13° 9' 30" а ректасцензија 0h 53m 24,2s. Привидна величина (магнитуда) објекта NGC 284 износи 14,4 а фотографска магнитуда 15,4. NGC 284 је још познат и под ознакама MCG -2-3-33, NPM1G -13.0035, PGC 3132.